# Aretsou
Aretsou (Grieks: Αρετσού) is een toekomstig metrostation in Kalamaria, een voorstad van de Griekse stad Thessaloniki. Het station is genoemd naar de buurt Nea Aretsou waar het ligt. De buurt is zelf genoemd naar Darıca dat in de oudheid Grieks was en Aretsou heette.  

## Geschiedenis
Vanaf 1918 zijn er verschillende voorstellen gedaan voor een metro in Thessaloniki. In 1986 werd begonnen met de aanleg van twee lijnen binnen de stadsgrenzen, maar in 1989 werd dit gestaakt om financiële redenen. In 2003 werd een nieuw begin gemaakt met de metro en kwam er een kaderplan met drie lijnen, waarvan een naar het vliegveld door de gemeente Kalamaria. Het contract voor het ondergrondse tracé door Kalamaria met vijf stations, waarvan Aretsou het middelste is, werd in juli 2013 getekend. Bij Aretsou werd pas in juli 2015 begonnen met bodemonderzoek en werden de damwanden pas in oktober 2015 geslagen. De opening van het station stond aanvankelijk gepland voor 2021, maar dat is uitgesteld tot 2025. 

## Ligging en inrichting
Het station ligt vlak ten zuiden van het gemeentelijke voetbalstadion onder de verlenging van de  Pontoustraat die tegelijk met het station is aangelegd. Aan de oostkant is een toegang met twee roltrappen en een vaste trap aan de Zachariasstraat die op de helling boven de Pontoustraat loopt. Aan de westkant van de Pontoustraat  ligt een toegang met twee vaste trappen. Daarnaast is de stationshal met twee liften aan weerszijden van de Pontoustraat met de straat verbonden.
Door glazendelen in het plafond kan daglicht in het station vallen. De stationshal op niveau -1 is via een lift, een vaste trap en roltrappen verbonden met het perron op niveau -3. Het perron is in verband met de inzet van automatische metro's voorzien van perrondeuren.